# 杉村勇次郎
杉村 勇次郎（すぎむら ゆうじろう、1871年9-10月（明治4年8月） - 1959年（昭和34年）1月14日）は、大日本帝国陸軍軍人。最終階級は陸軍少将。功四級。

## 経歴・人物
石川県出身。1891年（明治24年）陸軍士官学校第2期卒業。
1912年（大正元年）9月に陸軍憲兵大佐・神戸連隊区司令官、1913年（大正2年）8月に歩兵第20連隊長、1916年（大正5年）4月に陸軍少将・歩兵第7旅団長を経て、1917年（大正6年）8月に待命、同年12月に予備役に編入した。
1947年（昭和22年）11月28日、公職追放仮指定を受けた。

## 著作
- 『局部戦史』兵林館、1900年。
- 閲『軍隊学術幹部須知』鍾美堂、1902年。
- 『豊太閤朝鮮役 : 軍事的批判』日本学術普及会、1922年。
- 『青年訓練所教練指導要領』赤炉閣、1931年。